# David Herman
David Herman (New York, 20 februari 1967) is een Amerikaans acteur en stemacteur.

## Werk
Herman was onderdeel van de vaste cast op MADtv en hij speelde de rol van Michael Bolton in de cultfilm Office Space. Als stemacteur is hij onder andere te horen in de animatieseries Bob's Burgers, Futurama en King of the Hill.
Herman is naast zijn werk als televisieacteur ook te zien in films als Dude, Where's My Car? en Fun with Dick and Jane.

## Filmografie (selectie)

### Films
- Lost Angels (1989)
- Born on the Fourth of July (1989)
- Gunshy (1998)
- Office Space (1999)
- Dude, Where's My Car? (2000)
- Kicking & Screaming (2005)
- Fun with Dick and Jane (2005)
- Idiocracy (2006)
- Bee Movie (2007, stemacteur)
- Storks (2016)

### Televisieseries
- House of Buggin' (1995)
- MADtv (1995-1997)
- King of the Hill (1997-2010, stemacteur)
- Futurama (1999-2003, 2008-2013, stemacteur)
- Angel (2000)
- Invader Zim (2001-2003)
- 24 (2004)
- Grounded for Life (2004)
- Father of the Pride (2004, stemacteur)
- American Dad! (2006-2017, stemacteur)
- Bob's Burgers (2011-heden, stemacteur)
- Beavis and Butt-head (2011, stemacteur)
- Family Guy (2012, stemacteur)
- Brickleberry (2012-2015, stemacteur)
- OK K.O.! Let's Be Heroes (2017-heden, stemacteur)
- Disenchantment (2018-heden, stemacteur)
- Paradise PD (2018-heden, stemacteur)

## Computerspellen
Als stemacteur heeft Herman stemmen ingesproken in de spellen
- Jak and Daxter: The Precursor Legacy
- Futurama
- Jak II
- Jak 3
- Jak X: Combat Racing
- Daxter
- OK K.O.! Let's Play Heroes